# Aceite vegetal combustible

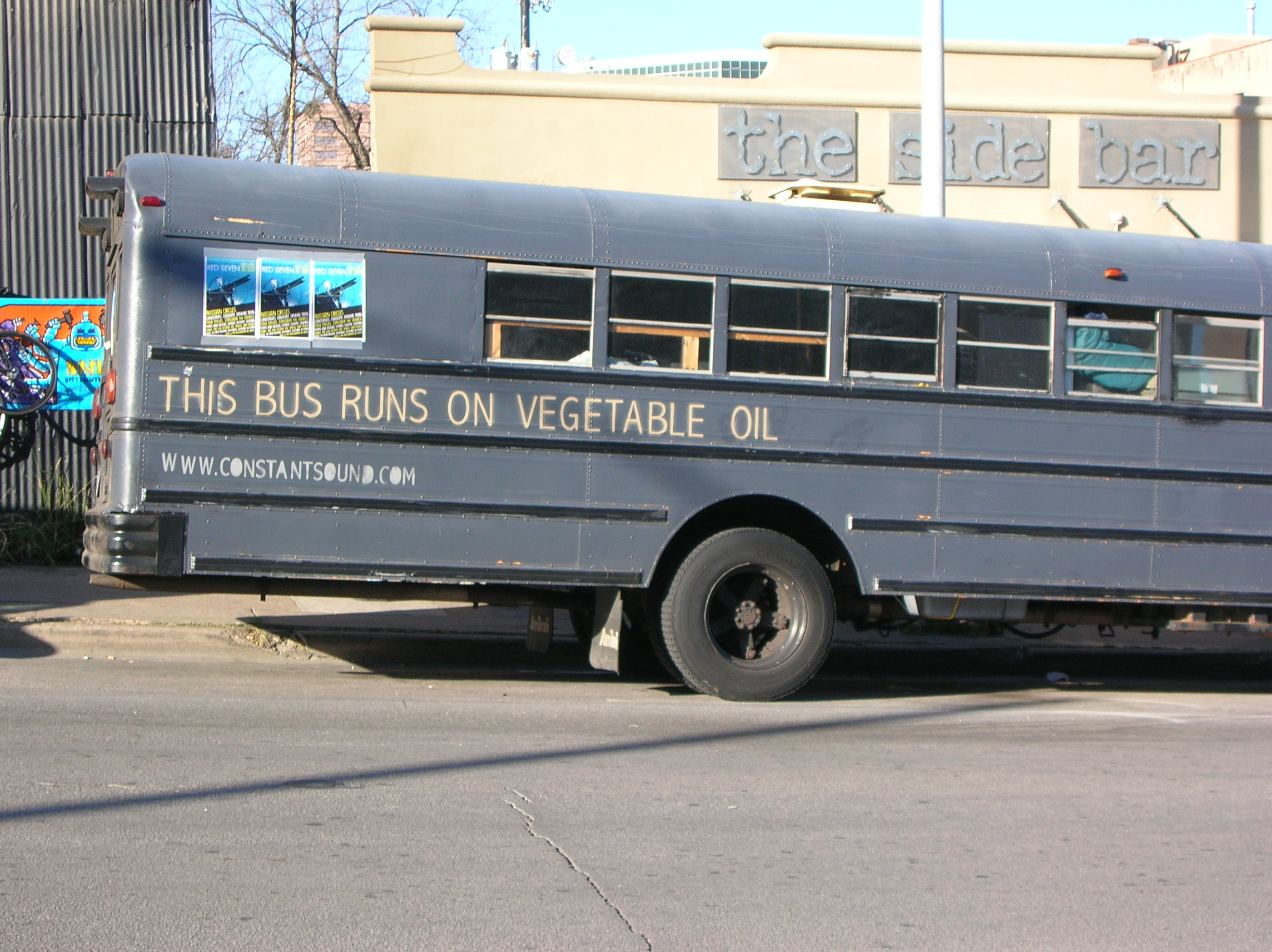
Autobús que funciona con aceite vegetal como combustible, en el festival "South West" de Austin (Texas) en marzo de 2008

El aceite vegetal se puede utilizar como un combustible alternativo del motor diésel y en los quemadores de petróleo. Cuando el aceite vegetal se utiliza directamente como combustible, ya sea modificando o sin modificar el equipo. Los motores diésel convencionales pueden ser modificados para ayudar a asegurar que la viscosidad del aceite vegetal es lo suficientemente baja como para permitir una adecuada atomización del combustible. Esto evita la combustión incompleta, lo que dañaría el motor, causando una acumulación de carbono. El aceite vegetal puro también puede ser mezclado con el diésel convencional o ser transformado en biodiésel o biolíquidos para su uso bajo una gama más amplia de condiciones.

## Historia
Rudolf Diesel fue el padre del motor que lleva su nombre. Sus primeros intentos para diseñar un motor fueron con el propósito de que pudiera funcionar con polvo de carbón, pero más tarde el motor fue diseñado para funcionar con aceite vegetal. La idea, esperaba que hicieran a sus motores más atractivos para los agricultores que tienen una fuente de combustible vegetal fácilmente disponible. En una presentación de 1912 a los británicos en el Instituto de Ingenieros Mecánicos, citó una serie de esfuerzos en esta área y comentó:

"El hecho de que los aceites de grasas de origen vegetal pueden usarse puede parecer insignificante hoy, pero estos aceites pueden quizá tener en el transcurso del tiempo la misma importancia que algunos aceites minerales naturales y que los productos de alquitrán tienen ahora…"

La escasez periódica de petróleo estimuló la investigación sobre el aceite vegetal como sustituto del diésel durante los años 1930 y 1940 y, de nuevo, en los años 1970 y principios de 1980 cuando el aceite vegetal puro disfrutó de su más alto nivel de interés científico. En la década de 1970, también se vio la formación de la primera empresa comercial que permitió que los consumidores usaran aceite vegetal puro en sus automóviles, esta empresa fue Elsbett desarrollada en Alemania. En los años 1990, en Bougainville hubo un conflicto, ya que los isleños cortaron de los suministros de petróleo; debido a este bloqueo se utilizó el aceite de coco para alimentar los vehículos.
La investigación académica sobre el aceite vegetal puro decayó drásticamente en la años 1980 con la caída de los precios del petróleo y un mayor interés en el biodiésel como una opción que no requería una amplia modificación del vehículo.

## Aplicaciones y usos

### Sistemas de combustible modificados

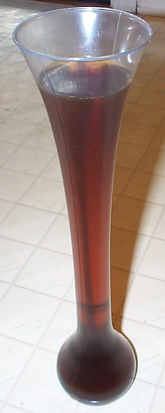
Aceite vegetal para cocinar residual que ha sido filtrado

La mayoría de los motores de los automóviles diésel son adecuados para el uso de aceite vegetal recto (SVO), también comúnmente llamado aceite puro vegetal (PPO), con algunas modificaciones. Principalmente, la viscosidad y la tensión superficial del aceite vegetal puro debe reducirse mediante precalentamiento, típicamente mediante el uso del calor residual del motor o de la electricidad, de lo contrario se genera una pobre atomización, la combustión incompleta y la carbonización. Una solución común es añadir un intercambiador de calor y un depósito de combustible adicional para la mezcla de diésel de petróleo o biodiésel y también para cambiar entre este tanque adicional y el tanque principal de aceite vegetal puro. El motor se pone en marcha con el diésel, después se hace cambió a aceite vegetal tan pronto como se calienta y cambia de nuevo al diésel poco antes de ser apagado para asegurar que ningún aceite vegetal se mantenga en las líneas de combustible del motor o cuando se inicie por el frío de nuevo. En climas más fríos que a menudo es necesario calentar las líneas de combustible y el tanque de aceite vegetal, ya que de lo contrario el aceite vegetal puro puede llegar a ser muy viscoso e incluso llegar a solidificarse.
Se han desarrollado sistemas conversiones individuales de tanques, principalmente en Alemania, las cuales se han utilizado en toda Europa. Estos sistemas de conversiones están diseñados para proporcionar un funcionamiento fiable con aceite de colza que cumple con la norma para el combustible líquido de colza alemana, la norma 51605 del Deutsches Institut für Normung (DIN). Las modificaciones a los motores de arranque en frío ayudan a la combustión en el arranque y durante la fase en la que el motor se caliente. Adecuadamente las modificaciones de inyección de combustible (IDI) de los motores, han demostrado ser operables con 100% de aceite vegetal puro hasta temperaturas de −10 °C (14,0 °F). Los motores de inyección directa (DI) tienden en general a ser precalentados con un calentador del bloque del motor o calentador diésel despedido. La excepción es la planta motriz de Volkswagen TDi (Turbo Direct Injection), para el que una serie de empresas alemanas ofrecen conversiones de solamente el tanque. Para una mayor durabilidad a largo plazo, se ha acordado como necesario aumentar la frecuencia del cambio de aceite y una mayor atención al mantenimiento del motor.

### Motores de inyección indirecta no modificados
Muchos coches equipados con motores de inyección indirecta suministrados por las bombas en línea de inyección o bombas de inyección mecánica de Bosch, son capaces de funcionar con aceite vegetal puro en todo caso, excepto en las temperaturas invernales. La inyección indirecta de los vehículos Mercedes-Benz con bombas de inyección en línea y coches que ofrecen el motor PSA XUD, tienden a desempeñarse razonablemente, sobre todo porque este último estaba normalmente equipado con un filtro refrigerante del combustible calentado. La fiabilidad del motor dependerá de su condición. La atención al mantenimiento del motor, sobre todo de los tapones de inyectores de combustible del sistema de refrigeración y del resplandor, ayudará a aumentar su longevidad.

### Mezcla de aceite vegetal
La relativamente alta viscosidad cinemática de los aceites vegetales debe ser reducida para que estos sean compatibles con los motores de encendido por compresión convencionales y los sistemas de combustible. La mezcla codisolvente es una tecnología de bajo costo y fácil de adaptar que reduce la viscosidad diluyendo el aceite vegetal con un disolvente de peso molecular bajo. Esta mezcla, o "disolución", se ha hecho con el combustible diésel, queroseno y con gasolina, entre otros; Sin embargo, las opiniones varían en cuanto a la eficacia de esta. Los resultados de los problemas incluyen mayores tasas de desgaste y el fracaso en bombas de combustible y anillos de pistón al utilizar estas mezclas.

### Inicio de calefacción
Cuando se utilizan combustibles líquidos elaborados a partir de la biomasa con fines energéticos distintos del transporte, se les llama biolíquidos.
En una mínima frecuencia, la mayoría de los hornos y calderas residenciales que están diseñados para quemar combustible para la calefacción se pueden hacer modificaciones para quemar ya sea biodiésel o aceite vegetal usado precalentado (WVO). En casa para el consumidor, el aceite vegetal precalentado puede resultar favorable en ahorros considerables. Muchos restaurantes recibirán una remuneración mínima por su aceite de cocina usado, y el procesamiento de biodiésel es bastante simple y de bajo costo. Filtrar el aceite vegetal quemado es directamente algo más que una problemática, ya que es mucho más viscoso. Sin embargo, su quema se puede se lograr con el precalentamiento adecuado. El WVO puede ser una opción de calefacción económica para los que tienen la aptitud mecánica y experimental necesaria.

#### Calefacción de los motores
Una serie de compañías ofrecen motores diésel como generadores optimizados para funcionar con aceites vegetales, donde se recupera el calor del motor de residuos para la calefacción.

## Propiedades
La forma principal de aceite vegetal puro utilizado en el Reino Unido es el aceite de colza, también conocido como aceite de canola, principalmente en los Estados Unidos y Canadá, que tiene un punto de congelación de −10 °C (14,0 °F). Sin embargo, el uso de aceite de girasol, el cual se solidifica en alrededor de −12 °C (10,4 °F), está siendo investigado actualmente como un medio para mejorar el encendido del motor en climas fríos. Desafortunadamente los aceites con puntos de solidificación más bajos tienden a ser menos saturados, que conducen a un índice de yodo superior y se polimerizan más fácilmente en presencia del oxígeno atmosférico.

### Compatibilidad de materiales
La polimerización también se ha ligado consecuentemente a fallas de los componentes catastróficos, tales como convulsiones en el eje de la bomba de inyección y su rotura, la insuficiencia del inyector y/o la cámara que conduce a varios componentes dañados de combustión. La mayoría de los problemas metalúrgicos tales como la corrosión y electrólisis están relacionados con la contaminación a base de agua o malas decisiones en los materiales de plomería, como el cobre o el zinc, que puede causar solidificación incluso con combustibles a base de petróleo.

### Efectos de la temperatura
Algunas naciones insulares del Océano Pacífico, están utilizando el aceite de coco como combustible para reducir sus gastos y su dependencia de los combustibles importados, mientras que ayudan a estabilizar el mercado del aceite de coco, el cual solamente es utilizable donde las temperaturas no bajan de los 17 °C (62,6 °F), a menos que se utilicen dos tanques u otros accesorios del tanque de calentamiento, etc. Afortunadamente, las mismas técnicas desarrolladas para utilizar, por ejemplo: colza y otros aceites en los climas fríos se pueden habilitar para que el aceite de coco se pueda utilizar en temperaturas inferiores a los 17 °C (62,6 °F).

## Disponibilidad

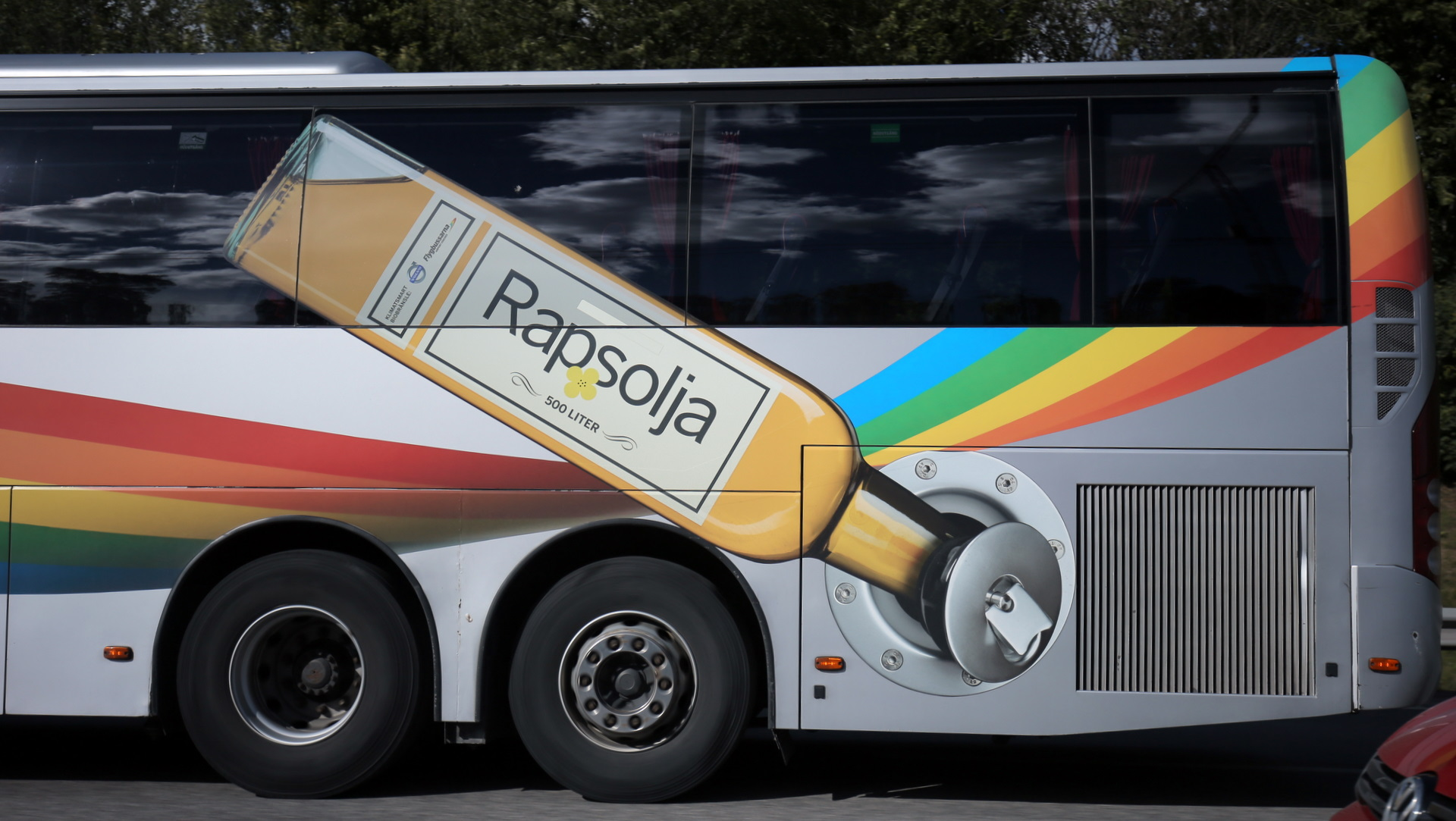
Imagen de Biodiésel en un autobús de aeropuerto en Suecia, 2017.

### Aceite vegetal reciclado
El aceite vegetal reciclado, también llamado aceite vegetal usado (AVU), aceite de cocina usado (UCO), o grasa amarilla, se recupera de las empresas y la industria que utilizan el aceite para cocinar.
A partir del 2000, Estados Unidos estaba produciendo más de 11 000 000 000 litros (2 905 892 410 galAm) de aceite vegetal reciclado al año, principalmente de freidoras industriales en plantas de procesamiento de papa, fábricas de alimentos de aperitivos y restaurantes de comida rápida. Si todos esos 11 000 000 000 litros (2 905 892 410 galAm) fueran reciclados y utilizados para reemplazar la cantidad de energía equivalente de petróleo (un caso ideal), casi el 1% del consumo de petróleo de Estados Unidos podría ser compensado. El uso de aceite vegetal usado como combustible directo compite con algunos otros usos de la materia prima, que tiene efectos sobre su precio como combustible y aumenta su costo para otras utilizaciones también.

### Aceite vegetal virgen
El aceite vegetal virgen, también denominado aceite vegetal puro o aceite vegetal recto, se extrae de plantas exclusivamente para su uso como combustible. En contraste con el aceite vegetal usado, no es un subproducto de otras industrias y, por lo tanto, sus perspectivas para su uso como combustible no están limitados por las capacidades de otras industrias. La producción de aceites vegetales para su uso como combustibles está teóricamente limitada solamente por la capacidad agrícola de una economía determinada. Sin embargo, esto resta valor a la oferta de otros usos del aceite vegetal puro.

## Implicancias legales

### Impuestos del combustible
Los impuestos sobre el aceite vegetal como combustible, varía de un país a otro y es posible que los departamentos de ingresos en muchos países sean todavía conscientes de su uso, o se sientan que es algo demasiado insignificante para legislar. Alemania solía tener 0% de impuestos, lo que resulta en que sea un líder en la mayoría de los desarrollos de utilización de este combustible. Sin embargo, el aceite vegetal como combustible comenzó a tener un impuesto de 0,09 € / L a partir del 1 de enero de 2008 en Alemania, con un incremento de hasta 0,45 € / L para el año 2012. Sin embargo, en Australia se ha convertido en ilegal el producir cualquier combustible si se va a vender, a menos que una licencia para hacerlo sea otorgada por el gobierno federal. Este es un delito imputable a una multa de hasta US$20 000, pero se puede alterar circunstancialmente. También una pena de cárcel puede resultar si los delincuentes son conscientes de la ilegalidad de la venta del combustible.